# آرامگاه امرای میرشریف خنج
مقبره امرای میرشریف خنج مربوط به اواخر دوره تیموریان -اوائل دوره صفوی است و در لار، خیابان پارک شهر، داخل قبرستان واقع شده و این اثر در تاریخ ۱۹ مرداد ۱۳۸۴ با شمارهٔ ثبت ۱۲۶۸۹ به‌عنوان یکی از آثار ملی ایران به ثبت رسیده است.